# Do posljednjeg daha (1960.)
Do posljednjeg daha (fra. À bout de souffle), je francuski film iz 1960. redatelja Jean-Luc Godarda. Pripada najranijim i najutjecajnijim ostvarenjima unutar francuskog novog vala.

## Radnja
Jean-Paul Belmondo glumi Michela Poiccarda koji poslije krađe automobila i ubojstva policajca pokušava pobjeći u Rim, zajedno sa svojom djevojkom, novinarkom Patriciom Franchini (Jean Seberg).
Film je prvi Godardov igrani film, i bio je prekretnica unutar novovalnog žanra, između ostalog zbog uporabe tzv. jump cuts - 
iznenadnih promjena kadra.
Scenarij filma je Godardova adaptacija originalnog scenarija François Truffauta.

## Uloge
- Jean-Paul Belmondo
- Jean Seberg
- Daniel Boulanger
- Jean-Pierre Melville
- Henri-Jacques Huet

## Vanjske poveznice
- Do posljednjeg daha u internetskoj bazi filmova IMDb-a